# Menos É Mais
Menos É Mais é um grupo brasileiro de pagode  formado em 2017 na cidade do Gama no Distrito Federal por Duzão (vocais), Gustavo Góes (percussão), Jorge Farias (percussão), Paulinho Félix (percussão) e Ramon Alvarenga (percussão). O grupo ganhou notoriedade por regravar faixas antigas de sucesso de outros cantores.
Em 2021, o Menos É Mais lançou Plano Piloto, primeiro álbum com músicas autorais.

## Discografia

### Álbuns ao vivo
| Álbum                      | Detalhes                                                                                               | Vendas        | Certificações  |
| -------------------------- | --- | ------------- | -------------- |
| Ao Vivo no Buteco          | - Lançamento: 29 de abril de 2019 - Formatos: Download digital, streaming - Gravadora: Independente    |               |                |
| Ao Vivo: No Brazólia       | - Lançamento: 1 de novembro de 2019 - Formatos: Download digital, streaming - Gravadora: Som Livre     |               |                |
| Churrasquinho Menos é Mais | - Lançamento: 23 de abril de 2020 - Formatos: Download digital, streaming - Gravadora: Som Livre       | - PMB: 80.000 | - PMB: Platina |
| Ensaio do Menos É Mais     | - Lançamento: 2 de julho de 2020 - Formatos: Download digital, streaming - Gravadora: Independente     |               |                |
| Menos É Mais nos Arcos     | - Lançamento: 10 de julho de 2020 - Formatos: Download digital, streaming - Gravadora: Som Livre       |               |                |
| Na Mesma Roda              | - Lançamento: 13 de novembro de 2020 - Formatos: Download digital, streaming - Gravadora: Independente |               |                |
| Plano Piloto               | - Lançamento: 23 de abril de 2021 - Formatos: DVD, download digital, streaming - Gravadora: Som Livre  |               |                |

### Singles
| Ano  | Título                                                                                  | Melhores posições | Certificações | Álbum                         |
| Ano  | Título                                                                                  | BRA               | Certificações | Álbum                         |
| ---- | --------------------------------------------------------------------------------------- | ----------------- | ------------- | ----------------------------- |
| 2019 | "Vai Me Dando Corda"                                                                    | —                 |               | Não adicionado a nenhum álbum |
| 2020 | "Recaída                                                                                | —                 |               | Não adicionado a nenhum álbum |
| 2020 | "Homem de Ferro"                                                                        | —                 |               | Não adicionado a nenhum álbum |
| 2020 | "Adorei"                                                                                | —                 | : 2× Platina  | Plano Piloto                  |
| 2021 | "Pagando Mal Com Mal"                                                                   | —                 |               | Plano Piloto                  |
|      | "—" denota singles que não entraram nas paradas musicais ou não foram lançados no país. |                   |               |                               |

## Prêmios e indicações
| Ano  | Prêmio                                | Categoria   | Resultado |
| ---- | ------------------------------------- | ----------- | --------- |
| 2020 | Prêmio Multishow de Música Brasileira | Experimente | Venceu    |